# Ewa Bugała
Ewa Bugała (ur. 13 kwietnia 1989 w Wyszkowie) – polska dziennikarka telewizyjna związana z Telewizją Polską w latach 2012–2023, a od 2024 roku związana z TV Republika.

## Życiorys
Urodziła się 13 kwietnia 1989 roku w Wyszkowie. Studiowała socjologię w Szkole Głównej Gospodarstwa Wiejskiego w Warszawie. Uzyskała tytuł magistra socjologii o specjalizacji komunikacja.

### Kariera zawodowa
Od 2012 do grudnia 2023 była związana z TVP. Wcześniej, w latach 2011–2012, pracowała w TVN. Od przełomu sierpnia i września 2024 związana z TV Republika.

#### Staż w TVN
W latach 2011–2012 odbyła staż w TVN, a następnie pracowała jako montażystka przy internetowej platformie telewizji TVN oferującej płatne materiały wideo. W latach 2010–2012 pracowała też jako asystentka i koordynator ds. szkoleń w Duńskim Instytucie Technologicznym.

#### Praca w TVP
We wrześniu 2012 roku została przyjęta do pracy w TVP. Do końca 2015 roku pełniła funkcję researcherki i asystentki. Jako asystentka przez krótki czas pracowała u Justyny Dobrosz-Oracz i Jacka Gasińskiego – ówczesnych reporterów Wiadomości TVP.  Na początku 2016 roku została zatrudniona jako reporterka Wiadomości TVP przez nową szefową tego programu Marzenę Paczuską. Głównym tematem jej działalności w redakcji były wydarzenia dotyczące polityki. Oprócz tego omawiała np. protesty Komitetu Obrony Demokracji w latach 2016–2017 czy tzw. czarnego protestu w 2016 roku. W redakcji Wiadomości pracowała do maja 2017 roku oraz od sierpnia 2017 do stycznia 2018 roku.
1 czerwca 2017 roku została prowadzącą i szefową programu informacyjnego Nie da się ukryć i pełniła tę funkcję równolegle z pracą reportera Wiadomości do stycznia 2018 roku. Jej odejście z obu tych programów było związane z dymisją szefa Telewizyjnej Agencji Informacyjnej, Klaudiusza Pobudzina i dyrektora TVP Info Grzegorza Pawelczyka. W czerwcu 2017 roku została także szefową redakcji TVP Info.
2 września 2018 roku rozpoczęła się emisja jej nowego autorskiego programu publicystycznego pt. W pełnym świetle. Od sierpnia 2020 do grudnia 2023 prowadziła programy publicystyczne Minęła 8 i Minęła 9, a niedługo później także Minęła dwudziesta. Pod koniec czerwca 2022 roku otrzymała rolę prowadzącej poranny program publicystyczny Plan dnia na zmianę z Magdaleną Ogórek. Z TVP była związana do grudnia 2023 roku. Ostatni raz na antenie pojawiła się 8 grudnia 2023 roku. "Zniknięcie" Bugały z TVP było związane ze zmianą władz w Polsce w wyniku wyborów parlamentarnych 15 października 2023 roku. Donald Tusk, lider Koalicji Obywatelskiej już w kampanii wyborczej zapowiadał duże zmiany w TVP w szybkim czasie. W marcu 2024 w wyniku sporu wokół mediów publicznych została zwolniona z Telewizji Polskiej S.A..
W lutym 2018 roku przez niespełna dwa dni obejmowała stanowisko rzecznika prasowego i dyrektora ds. komunikacji w PKN Orlen. Zrezygnowała z tej funkcji ze względu na negatywną reakcję opinii publicznej.

#### Wiadomości
Pracę reportera Wiadomości rozpoczęła w lutym 2016 roku, a jej domeną były wydarzenia polityczne. Stało się to po objęciu funkcji prezesa stacji przez Jacka Kurskiego – byłego polityka Solidarnej Polski (później Suwerenna Polska – koalicjant rządzącej od 2015 roku partii Prawo i Sprawiedliwość). Za sprawą działań nowego prezesa w TVP doszło do dużych zmian kadrowych, pracę straciło lub odeszło wielu dziennikarzy, między innymi Justyna Dobrosz-Oracz czy Jacek Gasiński. Nasiliły się medialne oskarżenia o stronniczość polityczną publicznego nadawcy: przedstawianie partii opozycyjnych w złym świetle, krytykowanie poprzednio rządzącej partii, a jednocześnie sprzyjanie partii rządzącej. Analogiczne oskarżenia padały pod adresem Ewy Bugały. Internetowe portale zarzucały jej manipulacje w przygotowywanych materiałach.
4 kwietnia 2016 roku Bugała przygotowała materiał reporterski pt. Skandal podczas mszy świętej, w którym poinformowała, że TVN i Gazeta Wyborcza zorganizowały protest antyaborcyjny w jednym z warszawskich kościołów. Na treść tego materiału negatywnie zareagował Szymon Jadczak, ówczesny dziennikarz TVN Turbo. Z krytyką spotkał się materiał Bugały z 1 sierpnia 2016 roku pt. Jak zepsuć wspólne święto – na ten materiał negatywnie zareagowali dziennikarka Faktów TVN Katarzyna Kolenda-Zalewska oraz Krzysztof Skórzyński.
30 listopada 2016 roku na terenie Sejmu dziennikarka spotkała ówczesną posłankę Nowoczesnej, Joannę Scheuring-Wielgus, która zarzucała Bugale oczernianie organizacji pozarządowych (głównie Komitetu Obrony Demokracji) i manipulowanie materiałami. W marcu 2017 roku do pracy Bugały negatywnie odniósł się dziennikarz Gazety Wyborczej Paweł Wroński w swoim artykule pt. Polska obnażyła unijne standardy demokracji.

#### Nie da się ukryć
Od 2017 do 2023 była szefową i prowadzącą program informacyjny Nie da się ukryć. Z krytyką spotkała się nieobiektywny charakter belek informacyjnych (tzw. pasków) widniejących na ekranie w czasie jej programu.
10 lipca 2017 roku Bugała poświęciła odcinek swojego programu tzw. miesięcznicy smoleńskiej. Jednym z tematów była manifestacja organizacji pozarządowej Obywatele RP, która domagała się zaprzestania comiesięcznych wydarzeń organizowanych po 10 kwietnia 2010 roku przez polityków PiS. W programie Bugały pojawił się z tego powodu napis na belce informacyjnej: Barbarzyńcy znów próbowali zakłócić modlitwę za ofiary katastrofy. Bugała, zapowiadając materiał nt. manifestacji Obywateli RP, nazwała organizację mianem „bojówkarzy”.
17 lipca tematem programu Nie da się ukryć były protesty przeciwko reformom wymiaru sprawiedliwości. W jednym z materiałów prezentowanych przez Bugałę pojawiła się belka informacyjna o treści: Obrońcy pedofilów i alimenciarzy twarzami sprzeciwu wobec reform sądownictwa. Treść belki i słowa prowadzącej program dziennikarki spotkały się z negatywnymi reakcjami konkurencyjnych mediów.

#### Praca w TV Republika
Od przełomu sierpnia i września 2024 roku związana z Telewizją Republika. Od 2 września prowadzi autorski program publicystyczny Ewa Bugała. Wszystko jasne. Prowadzi tam także na zmianę z Edytą Lewandowską program W samo południe.

## Życie prywatne
6 sierpnia 2016 roku Ewa Bugała wzięła ślub z Piotrem Olszowskim – założycielem i przez krótki czas dyr. artystycznym firmy zajmującej się grafiką użytkową w Warszawie.